# Trachystemon orientalis
Trachystemon orientalis är en strävbladig växtart som först beskrevs av Carl von Linné, och fick sitt nu gällande namn av G. Don f. Trachystemon orientalis ingår i släktet Trachystemon och familjen strävbladiga växter. Inga underarter finns listade i Catalogue of Life.

## Bildgalleri

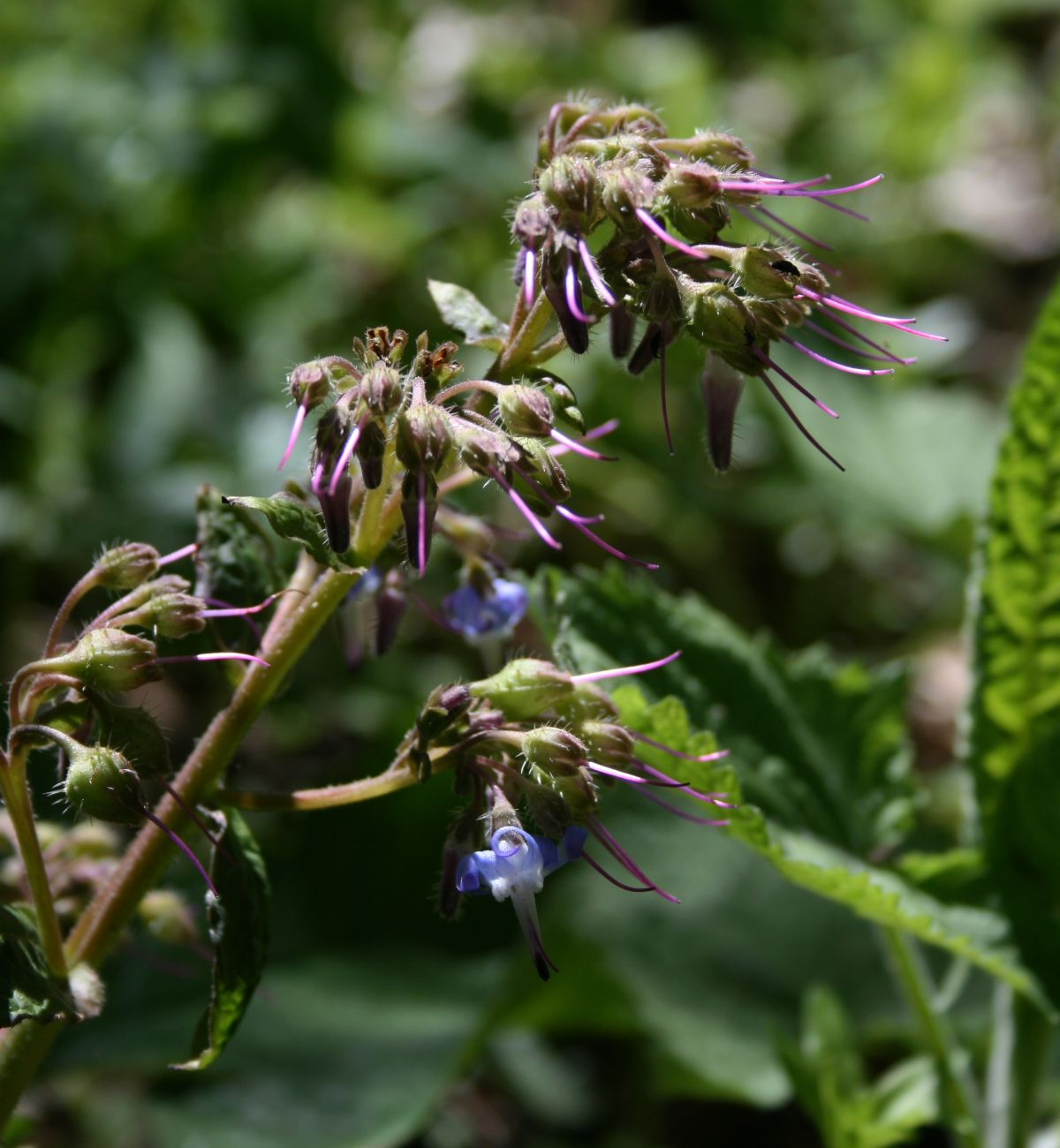
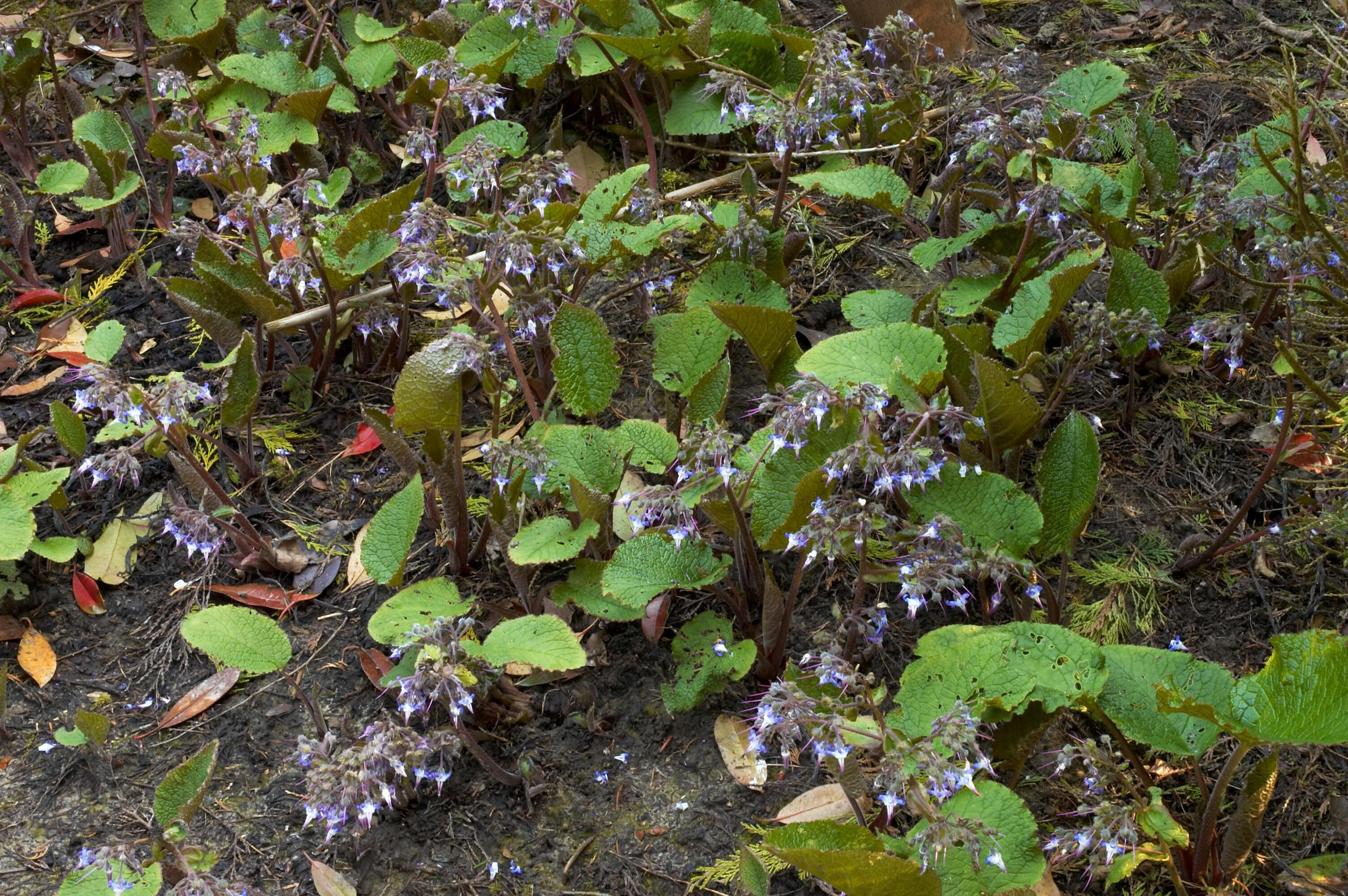
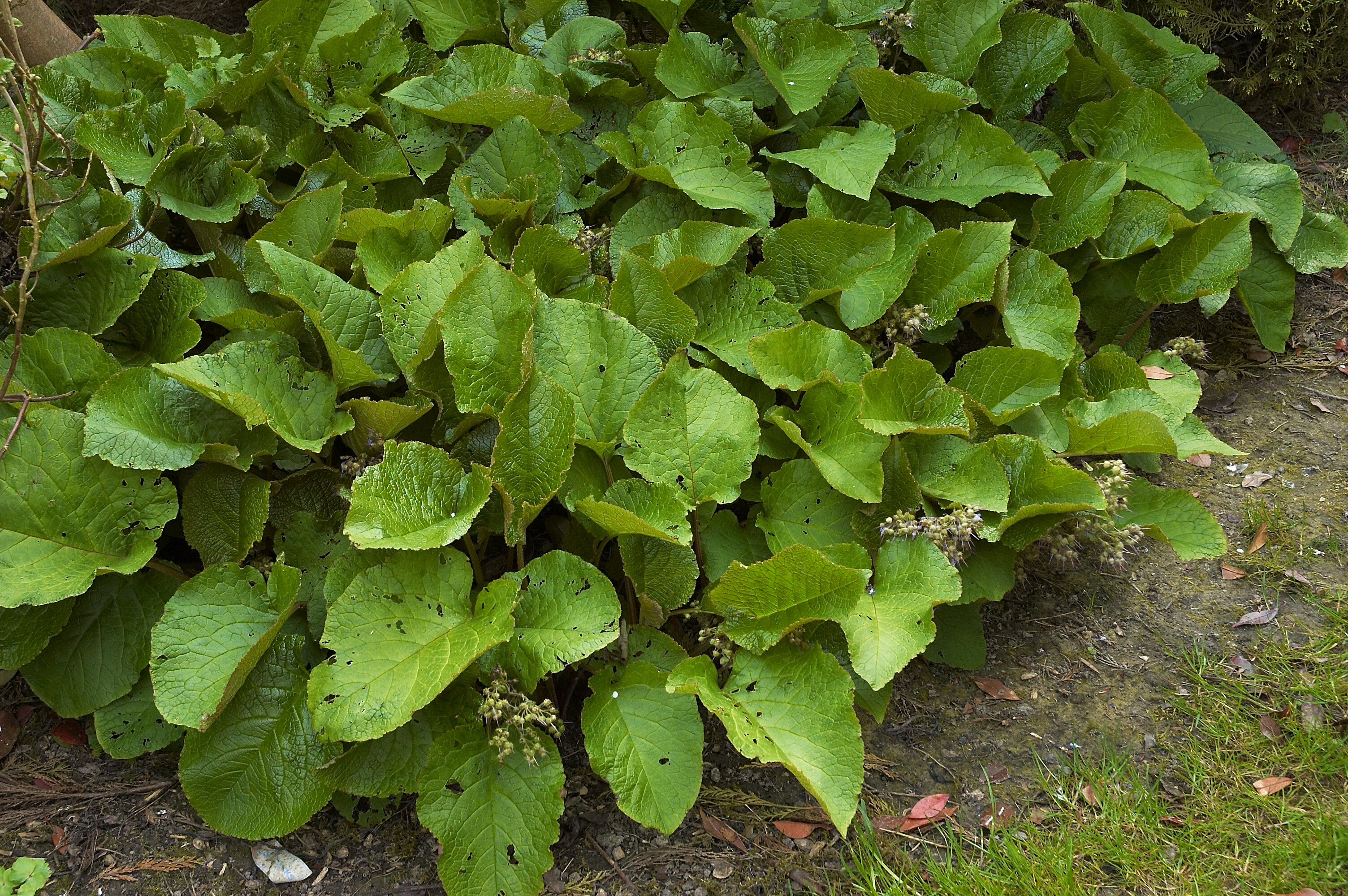
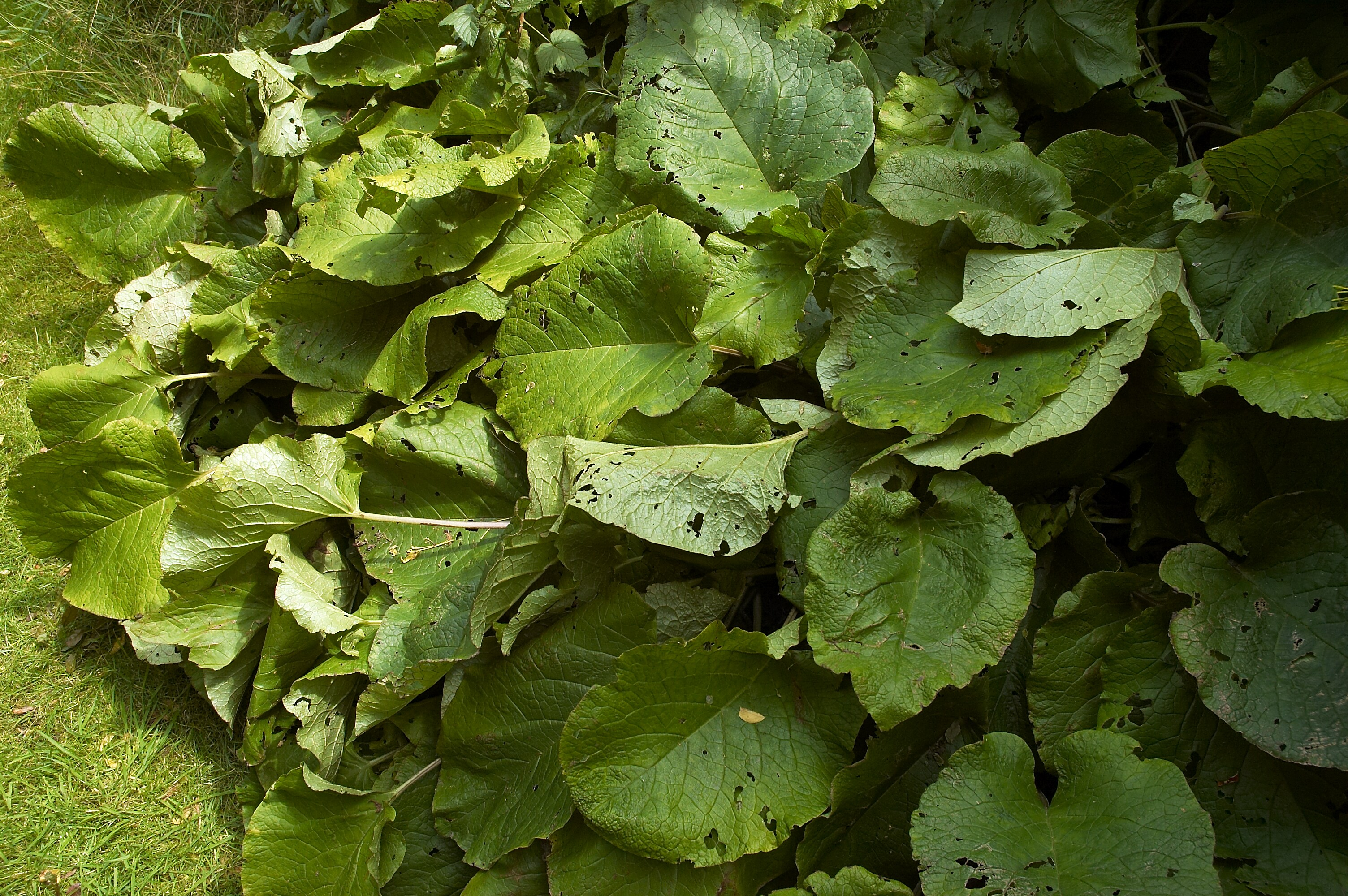
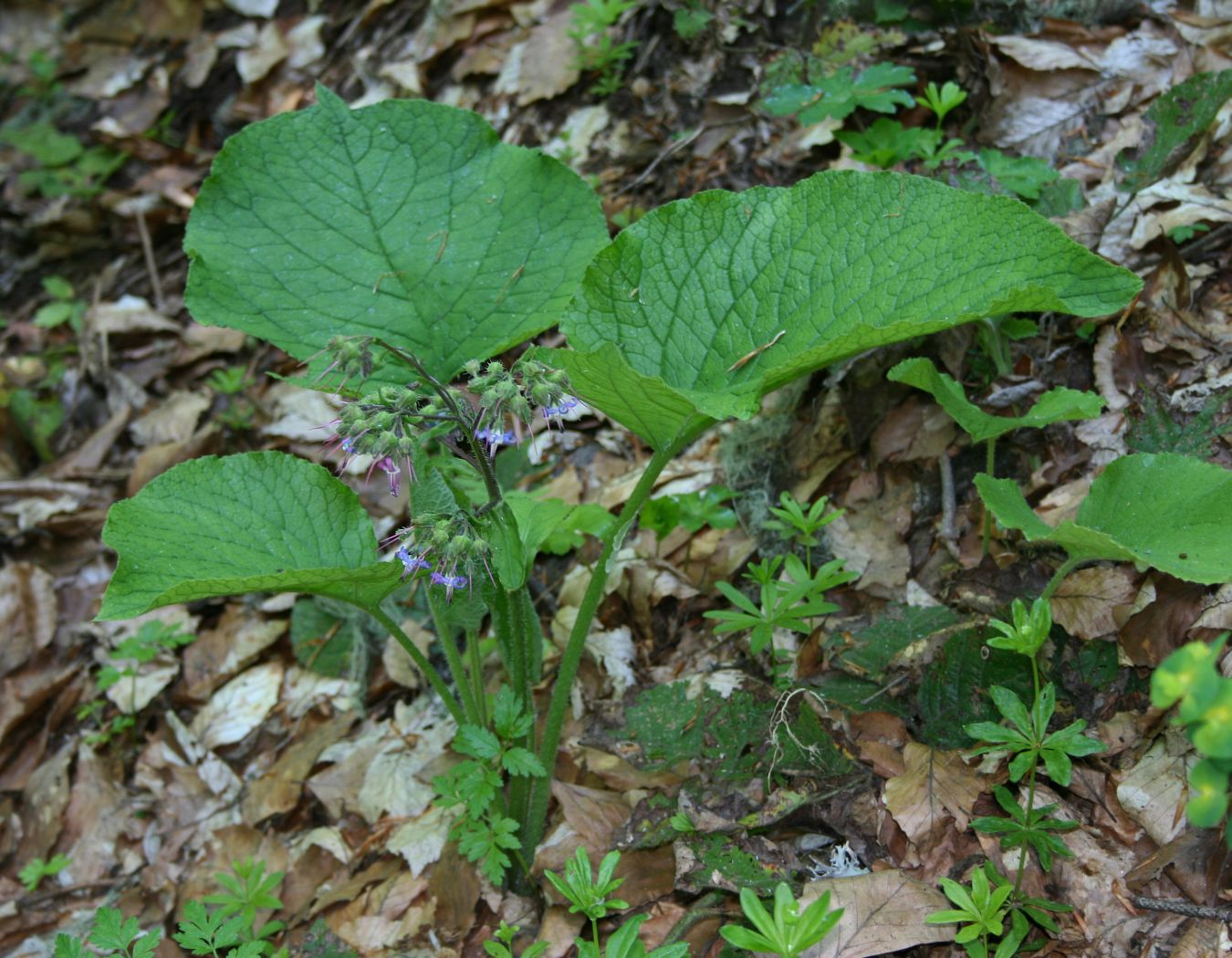
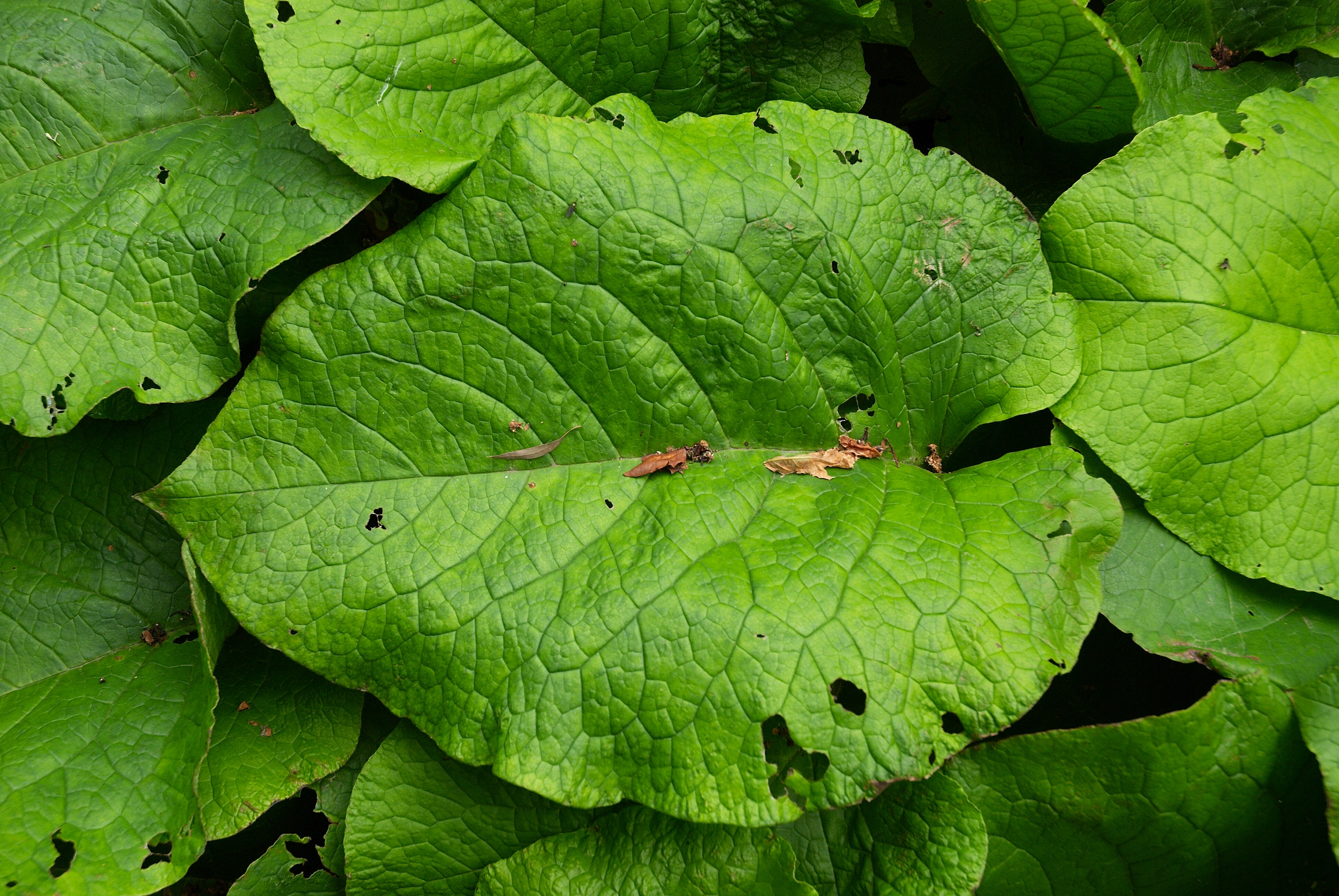